# Akzentuierendes Versprinzip
Das akzentuierende oder auch silbenwägende Versprinzip ist in der Metrik ein Versprinzip, das die strukturellen Regelmäßigkeiten des Metrums aufgrund des Akzents bestimmt, also durch den regelmäßigen Wechsel von betonten und unbetonten Silben. Es ist das in der deutschen Dichtung bestimmende Versprinzip.
Grundlage ist dabei der (natürliche) Wortakzent, wobei dieser und der durch das Metrum bestimmte Versakzent im Prinzip übereinstimmen sollen. Seit dem Barock wird allerdings eine aus Abweichungen und Gegenläufigkeiten zwischen natürlichem und metrischem Akzent sich ergebende Spannung als wünschenswert betrachtet und macht in der europäischen Lyrik der Neuzeit ein wesentliches Moment des ästhetischen Reizes eines Gedichts aus. Eine allzu genaue Übereinstimmung zwischen natürlichem Akzent und Metrum wirkt leiernd und langweilig. Wie Heinrich Heine in einem Brief an Immermann schreibt, ist es nicht wünschenswert, „daß die Wörter und die Versfüße immer zusammenklappen, welches bei vierfüßigen Trochäen immer unerträglich ist, nämlich wenn nicht just das Metrum sich selbst parodieren soll“. Mit „Zusammenklappen“ meint Heine hier insbesondere, dass jedes Wort einem Versfuß entspricht („Backe, backe Kuchen …“).
Diese Sichtweise herrschte aber nicht seit jeher. Bis zur Zeit von Opitz wurde vor allem in Kirchenlied und Meistersang die metrische Betonung der natürlichen Betonung übergeordnet, was zu häufigen Tonbeugungen führte. Opitz forderte nun, dass metrischer Akzent (Versfall) und natürlicher Akzent (Sprachfall) übereinstimmen sollten und Abweichungen als Regelverstoß gelten sollten. Diese Forderung wurde schließlich aufgeweicht und gewisse Diskrepanzen und Spannungen als schwebende Betonung zu einem der wichtigsten lyrischen Mittel.
Andere Versprinzipien sind das quantitierende Prinzip und das silbenzählende Prinzip.